# 宋 (南朝)

宋
宋

5世紀中頃

宋（そう、420年 - 479年）は、中国南北朝時代の南朝の国。周代の諸侯国の宋や趙匡胤が建てた宋などと区別するために、帝室の姓を冠し劉宋（りゅうそう）とも呼ばれる。首都は建康。

## 歴史

### 建国期

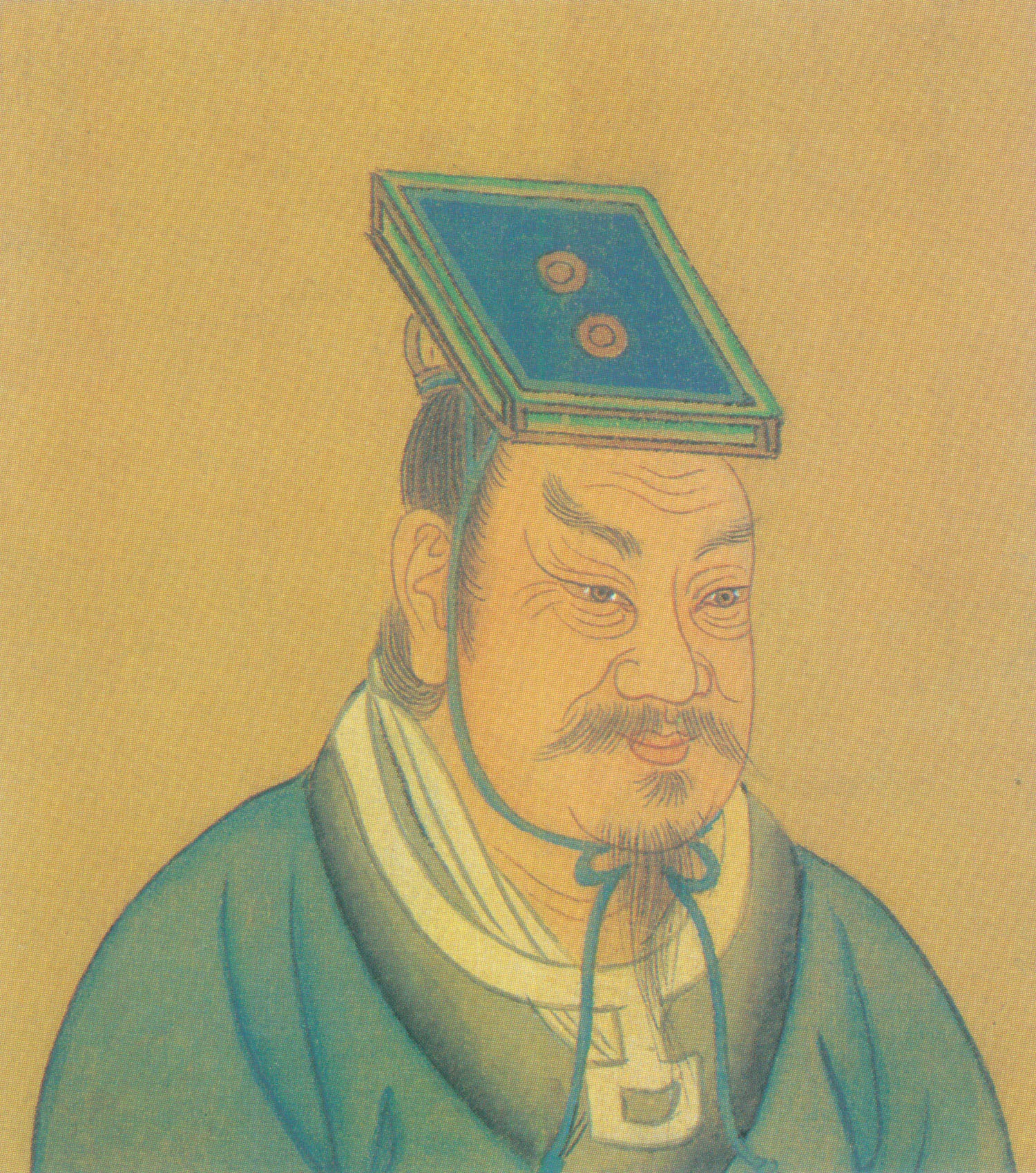
劉裕（武帝）

南朝宋を建国した劉裕は東晋北府軍団の劉牢之配下の参軍であったが、孫恩の乱鎮圧で功績を立てて台頭する。403年12月、東晋領の荊州に基盤を置く西府軍を握る桓玄が安帝を廃して帝位に即位し、楚を建国した。そして桓玄により北府軍団は圧迫されて劉牢之は自殺し、これに憤激した北府軍団は劉裕を擁して結集し404年3月、建威将軍だった劉裕は反撃して最終的に蜀に逃れる桓玄を敗死させた。
劉裕は安帝を復位させ、車騎将軍として実権を握った。劉裕は積極的に外征を行い、410年2月には南燕を滅ぼし、南燕の皇帝慕容超を処刑した。だが劉裕の留守を衝いて、孫恩の残党が水路から建康に迫って何無忌や劉毅の東晋軍を破ったため、劉裕は迅速に帰還して石頭において残党軍を破り、411年には広州に逃れていた残党軍を殲滅した。
また416年には後秦を攻めて洛陽を奪取し、さらに西進して417年には長安を攻め落として後秦を滅ぼした。ただこの際にも建康の留守を任せていた参謀の劉穆之が急死したため、江南に不測の事態が起きる事を恐れた劉裕は建康に帰還し、奪った領土も大半が華北の異民族政権に奪取される事になった。
とはいえ、これらの功績を背景にして劉裕は安帝を殺害し、新帝に弟の恭帝を擁立した。そして420年に劉裕は恭帝から禅譲を受けて、南朝宋を開き、劉裕は武帝となった。

### 元嘉の治
東晋以来、貴族勢力が強かったものの、貴族勢力との妥協の下、武帝は政治を行った。武帝は在位僅か2年の422年に崩御した。武帝の死後、長男の少帝が第2代皇帝となるが、この少帝は遊興に耽って節度が乏しかったために南朝宋は乱れ、滑台・虎牢などの領土が北魏に奪われた。このため424年に徐羨之・傅亮・謝晦らによって廃位され、第3代皇帝には弟の文帝が擁立された。文帝は先帝を廃立した徐羨之ら3名を殺害し、名門貴族の王華・王曇首・殷景仁らを重用して政務を行った。この文帝の30年の治世は元嘉の治と呼ばれて国政は安定した。
430年、文帝は前年から北魏軍が柔然を攻めたのを見て河南に北伐軍を差し向けた。当初は河南4鎮（洛陽・滑台・虎牢・碻磝）を奪取したが、やがて北魏軍の反撃を受けて全て奪い返された。431年1月、宋の名将檀道済が滑台を再び奪い、さらに北魏軍を破って優位に戦況を進めたが、兵糧不足により撤退し、奪った領土も北魏に再度奪われた。この後、北魏の申し出で宋は和睦した。その後、文帝は北魏と使者を交換して親善に努めて両国間は平和になり、国内では富国強兵が図られた。また宋の南方を脅かした林邑を446年に討伐した。
しかし宋では文帝の安定した治世といわれながら、436年3月に名将檀道済が文帝により誅殺され、442年には後仇池の楊難当に攻められ（これは追い返した）、北魏は華北を統一して南下の気配を示すなど、次第に状況は不穏になりだした。445年には北魏の武将蓋呉が宋に降伏したが、北魏は直ちに鎮圧してこれ以降は両国間で小競り合いが発生しだした。
449年に北魏が柔然を攻めると、450年1月に文帝は国内の安定を背景にして貴族の賛同を得て北伐を行うが、当時の宋軍は元嘉の治のために泰平に慣れきり非力であり、逆に北魏は太武帝の下で周辺諸国を併呑した軍事強国だったため宋軍は北魏軍に敗れて北魏軍50万の大軍の侵攻を建康の手前まで受ける事になった。この時は太武帝の皇太子問題などが再燃したため北魏軍は北に帰還したが、対北魏戦線の宋領などはこの侵略と略奪で荒廃し大量の物的・人的資源を失った。この北魏の侵攻で宋の国力は衰退し、文帝も453年に皇太子劉劭の謀反により殺害された。その劉劭も弟の劉駿に敗れて子供4人とともに晒し首とされて長江に遺棄され、劉駿が孝武帝として即位した。

### 衰退・滅亡へ
文帝時代から始まった子が父を、弟が兄を殺すという皇族の内紛は後の南朝において常に続く内争の端緒となり、また宋を大いに衰退させる一因となった。孝武帝も自身の兄弟や一族を次々と殺戮した。また中央集権を図ったが失敗している。孝武帝が464年に崩御すると、長男の劉子業が跡を継いだが、性格が凶暴・残忍で戴法興・柳元景・顔師伯ら重臣を殺したため、465年に寿寂之・姜産之により殺害された。
新しい皇帝には文帝の十一男の明帝が擁立された。だがこの明帝も残忍で孝武帝の子を16人も殺害した。またこの明帝の時代には北魏からの侵略が激しくなり、山東半島から淮北までの領域を完全に奪われた。明帝は寺院の建立や無謀な遠征を連年続けて濫費を繰り返し、宋の財政は悪化した。472年に明帝が崩御すると、長男の劉昱が跡を継いだが、この時にも孝武帝の遺児12人が殺戮される悲劇が繰り返されている。このように歴代が内紛を繰り返した結果、宋は衰退した。
このような中、明帝時代に北魏との戦線で実力を築いた軍閥の蕭道成は、驍騎将軍・西陽県侯・南兗州刺史・右衛将軍・衛尉と昇進を重ねて宋の実力者となった。そして宋の末年に発生した皇族の江州刺史で桂陽王劉休範や荊州刺史沈攸之らの反乱を平定した。このように蕭道成が実力を蓄える一方で、劉昱は殺戮を好み暴政を繰り広げ、遂には蕭道成の殺害を計画したために477年に殺害された。
新しい皇帝には弟の順帝が擁立されたが、幼少の事もあり実権は蕭道成が握った。479年、順帝は蕭道成に禅譲し、蕭道成は南朝斉を開き、ここに宋は滅亡した。なお、同族相食む中で滅亡した宋であるが、順帝は禅譲後に殺される直前、「二度と王家に生まれたくない」と述べたとまで伝わる。

## 国家体制

### 外交
対外的には、北涼・吐谷渾・北燕・高句麗を冊封下に置き、北方の柔然とも結んで、華北で有力だった北魏に対抗した（ただし、吐谷渾と高句麗は北魏からも冊封を受けた）。倭の五王による南朝への入貢の大半は宋の時代におけるものである。また、北燕や後仇池など華北の小国を冊封下に置き、それぞれ爵位を与えて北魏と対抗させた。

### 軍事
宋は東晋を引き継いでいたため、軍事体制も建康東方の京口と対岸の広陵を基盤とする北府軍団と、長江中流の荊州を基盤とする西府集団という2大軍事勢力に分かれていたが、劉裕は自らが北府軍団の長として実力をつけた事を逆に恐れており、死の直前に北府長官には皇族か近親者を充て、西府長官には皇子を充てる事を命じ、この慣例は宋が滅ぶまで厳重に守られた。また劉裕は東晋が貴族に軍権を与えて権力をつけていた事を逆に危ぶみ、貴族から軍権を奪った。

### 貴族
宋は東晋から禅譲（簒奪）したために貴族から正統性を疑念されており、文帝時代には皇帝がお気に入りの書記官を貴族にしようとして貴族の王球に反対されたという逸話も伝わるほどである。東晋以降の貴族は皇帝権力の介入さえ拒否できる権力を持ち、軍権は奪っていたとはいえ政治においては貴族の権限は依然大きく、元嘉の治においても皇帝と貴族が相互補完的に支え合って成立していたといえる。

### 皇族
宋の皇族は互いに殺し合い、そのため国勢を大きく衰退させたが、これは皇族に権勢と軍事力が偏っていた上に、始祖の劉裕が軍人として成り上がった人物（家は役人の出自だったが、父を幼くして亡くしたため貧しかった）だったため、信ずるに足りるは自分の実力だけと他人を猜疑し、宋の皇室における宗族教育の欠如が原因であるとされている。また南朝では強固な身分制度が存在していたが、下克上の風潮は常にあったとされる。

### 社会・経済
劉裕は宋を成立させる過程に当たって、かつての桓温と同じように東晋時代に大規模な土断を行って戸籍の把握に努めている。
宋時代から南朝では現物交換経済から貨幣経済への転換・発展が急速に進んでいた。このため商人は暴利をむさぼり、官吏は汚職を行い、国勢の衰退の一因となった。また当時の基軸貨幣である銅銭の材料である銅の絶対的不足で経済の発展が阻害され、窮余の一策として宋は民間での貨幣鋳造を許したが、逆に不法の介入を招いて庶民の生活に甚大な被害を与えた。また宋は徴税においては銅銭での納入、しかも不純物が入っていない銅銭を求めたが、これは過酷な増税であり、庶民は戸籍の書き換えで徴税を逃れたり生活窮乏のために反政府活動をしたりして治安の悪化を招いた。
宋は孝武帝の時期に大規模な徴税改革が行われた。当時の宋は北魏との戦争で荒廃していたため、中央から台使という使者を地方に派遣して地方官に徴税の督促を行わせて徴税強化を行った。これは中央の財政を安定させるためだったが、台使が権勢をかさに着て不当な取立てを行い、民心を宋から離反させる一因を成した。

### 倭の五王の遣使
5世紀に倭国（日本列島）の王のうち5人が相次いで南朝に使者を派遣して朝貢した。この5人の王を倭の五王という。倭の五王の遣使は413年から477年までに少なくとも9回が確認されるが、このうち413年の倭王讃による遣使は東晋に対してであるが、421年から477年までの倭王讃・倭王珍・倭王済・倭王興・倭王武の遣使はいずれも宋に対するものである。

## 宋の皇帝の一覧
|   | 廟号 | 諡号       | 姓名   | 在位          | 年号                                  | 備考       |
| - | ---- | ---------- | ------ | ------------- | ------------------------------------- | ---------- |
| 1 | 高祖 | 武帝       | 劉裕   | 420年 - 422年 | 永初 420年 - 422年                    |            |
| 2 |      | （少帝）   | 劉義符 | 422年 - 424年 | 景平 423年 - 424年                    | 武帝の子   |
| 3 | 太祖 | 文帝       | 劉義隆 | 424年 - 453年 | 元嘉 424年 - 453年                    | 武帝の子   |
|   |      | （元凶劭） | 劉劭   | 453年         | 太初 453年                            | 文帝の子   |
| 4 | 世祖 | 孝武帝     | 劉駿   | 453年 - 464年 | 孝建 454年 - 456年 大明 457年 - 464年 | 文帝の子   |
| 5 |      | （前廃帝） | 劉子業 | 464年 - 465年 | 永光 465年 景和 465年                 | 孝武帝の子 |
| 6 | 太宗 | 明帝       | 劉彧   | 465年 - 472年 | 泰始 465年 - 471年 泰豫 472年         | 文帝の子   |
|   |      | （晋安王） | 劉子勛 | 466年         | 義嘉 466年                            | 孝武帝の子 |
| 7 |      | （後廃帝） | 劉昱   | 472年 - 476年 | 元徽 473年 - 477年                    | 明帝の子   |
| 8 |      | 順帝       | 劉準   | 476年 - 479年 | 昇明 477年 - 479年                    | 明帝の子   |

### 系図
|                 |                 |                 |                 |                 |                 |  |  | 1武帝 劉裕        |                   |                   |                   |                   |                   |  |  |              |              |              |              |              |              |  |  |            |            |            |            |            |            |  |  |  |  |  |  |  |  |  |  |  |  |  |  |  |  |  |  |  |  |  |  |
|                 |                 |                 |                 |                 |                 |  |  |                   |                   |                   |                   |                   |                   |  |  |              |              |              |              |              |              |  |  |            |            |            |            |            |            |  |  |  |  |  |  |  |  |  |  |  |  |  |  |  |  |  |  |  |  |  |  |
|                 |                 |                 |                 |                 |                 |  |  |                   |                   |                   |                   |                   |                   |  |  |              |              |              |              |              |              |  |  |            |            |            |            |            |            |  |  |  |  |  |  |  |  |  |  |  |  |  |  |  |  |  |  |  |  |  |  |
|                 |                 |                 |                 |                 |                 |  |  | 2少帝 劉義符      | 2少帝 劉義符      | 2少帝 劉義符      | 2少帝 劉義符      | 2少帝 劉義符      | 2少帝 劉義符      |  |  | 3文帝 劉義隆 | 3文帝 劉義隆 | 3文帝 劉義隆 | 3文帝 劉義隆 | 3文帝 劉義隆 | 3文帝 劉義隆 |  |  |            |            |            |            |            |            |  |  |  |  |  |  |  |  |  |  |  |  |  |  |  |  |  |  |  |  |  |  |
|                 |                 |                 |                 |                 |                 |  |  | 2少帝 劉義符      | 2少帝 劉義符      | 2少帝 劉義符      | 2少帝 劉義符      | 2少帝 劉義符      | 2少帝 劉義符      |  |  | 3文帝 劉義隆 | 3文帝 劉義隆 | 3文帝 劉義隆 | 3文帝 劉義隆 | 3文帝 劉義隆 | 3文帝 劉義隆 |  |  |            |            |            |            |            |            |  |  |  |  |  |  |  |  |  |  |  |  |  |  |  |  |  |  |  |  |  |  |
|                 |                 |                 |                 |                 |                 |  |  |                   |                   |                   |                   |                   |                   |  |  |              |              |              |              |              |              |  |  |            |            |            |            |            |            |  |  |  |  |  |  |  |  |  |  |  |  |  |  |  |  |  |  |  |  |  |  |
| (僭)元凶劭 劉劭 | (僭)元凶劭 劉劭 | (僭)元凶劭 劉劭 | (僭)元凶劭 劉劭 | (僭)元凶劭 劉劭 | (僭)元凶劭 劉劭 |  |  | 4孝武帝 劉駿      | 4孝武帝 劉駿      | 4孝武帝 劉駿      | 4孝武帝 劉駿      | 4孝武帝 劉駿      | 4孝武帝 劉駿      |  |  | 6明帝 劉彧   | 6明帝 劉彧   | 6明帝 劉彧   | 6明帝 劉彧   | 6明帝 劉彧   | 6明帝 劉彧   |  |  |            |            |            |            |            |            |  |  |  |  |  |  |  |  |  |  |  |  |  |  |  |  |  |  |  |  |  |  |
| (僭)元凶劭 劉劭 | (僭)元凶劭 劉劭 | (僭)元凶劭 劉劭 | (僭)元凶劭 劉劭 | (僭)元凶劭 劉劭 | (僭)元凶劭 劉劭 |  |  | 4孝武帝 劉駿      | 4孝武帝 劉駿      | 4孝武帝 劉駿      | 4孝武帝 劉駿      | 4孝武帝 劉駿      | 4孝武帝 劉駿      |  |  | 6明帝 劉彧   | 6明帝 劉彧   | 6明帝 劉彧   | 6明帝 劉彧   | 6明帝 劉彧   | 6明帝 劉彧   |  |  |            |            |            |            |            |            |  |  |  |  |  |  |  |  |  |  |  |  |  |  |  |  |  |  |  |  |  |  |
|                 |                 |                 |                 |                 |                 |  |  |                   |                   |                   |                   |                   |                   |  |  |              |              |              |              |              |              |  |  |            |            |            |            |            |            |  |  |  |  |  |  |  |  |  |  |  |  |  |  |  |  |  |  |  |  |  |  |
| 5前廃帝 劉子業  | 5前廃帝 劉子業  | 5前廃帝 劉子業  | 5前廃帝 劉子業  | 5前廃帝 劉子業  | 5前廃帝 劉子業  |  |  | (僭)晋安王 劉子勛 | (僭)晋安王 劉子勛 | (僭)晋安王 劉子勛 | (僭)晋安王 劉子勛 | (僭)晋安王 劉子勛 | (僭)晋安王 劉子勛 |  |  | 7後廃帝 劉昱 | 7後廃帝 劉昱 | 7後廃帝 劉昱 | 7後廃帝 劉昱 | 7後廃帝 劉昱 | 7後廃帝 劉昱 |  |  | 8順帝 劉準 | 8順帝 劉準 | 8順帝 劉準 | 8順帝 劉準 | 8順帝 劉準 | 8順帝 劉準 |  |  |  |  |  |  |  |  |  |  |  |  |  |  |  |  |  |  |  |  |  |  |